# Об'єкт 187
Об'єкт 187 — експериментальний прототип основного бойового танка, розроблений в Уральському конструкторському бюро транспортного машинобудування.

## Історія та опис
«Об'єкт 187» розроблявся паралельно з «об'єктом 188» (майбутній Т-90), обидва об'єкти проходили за програмою доведення танка Т-72Б рівня захищеності Т-80У / УД.
Всього було виготовлено близько шести варіантів машини, що відрізнялися силовими установками, зразок № 1 мав двигун В-84МС потужністю 840 к.с., який згодом був встановлений на об'єкт 188, зразок № 2 був оснащений 1000-сильним V-подібним дизелем з турбонаддувом КД-34 (В-85) розробленим в Барнаулі, зразок № 3 служив для перевірки вузлів машини і в принципі ніколи не був повністю укомплектований, але на відміну від перших двох зразків, на ньому стояла нова зварна башта. Як експеримент на дослідному зразку № 3 було видалено початкове моторно-трансмісійне відділення з КД-34 та встановлено МТВ від Т-80У з ВМД-1500Г. На зразок № 4 встановлено новий X-подібний челябінський двигун А-85-2 потужністю 1200 к.с.
Зразки № 5 та № 6 стали найбільш досконалими машинами серії, на них було введено майже всі зміни. На цей час збереглися зразки № 3, 4, 5, 6, усі вони в жалюгідному стані перебувають у «відстійнику» музею БТ у Кубинці.

## Озброєння
Основним озброєнням танка стала 125-мм гладкоствольна гармата підвищеної балістики 2А66 (Д-91Т), розроблена в Свердловську на заводі № 9, на стволі було встановлено дулове гальмо для зменшення довжини відкоту через збільшену потужність зброї. Старими снарядами з гармати 2А66 не можна було стріляти через наявність дулового гальма. Бронебійний оперений підкаліберний снаряд перекидався, для розв'язання цієї проблеми були створені нові снаряди« Анкер-1» і «Анкер-2» з урановим і вольфрамовим осердям. З гарматою був спарений кулемет 7,62-мм ПКТ і на даху — зенітний НСВТ.

## Захист
Корпус Т-72 був подовжений і змінена форма верхньої лобової деталі, з якої прибрали знамените «декольте» (присутнє на всіх танках починаючи з Т-64), за рахунок чого захищеність машини сильно зросла.[джерело?] На об'єкт 187 також ставилася зварена башта нової конструкції (пізніше вона буде встановлена на Т-90А), на машину також ставився динамічний захист нового покоління, попередник захисту «Релікт». На борти ставили ґрати, під час транспортування залізницею їх планувалося знімати. Під ними збереглися гумові екрани.

## Модифікації
- Об'єкт 187, зразок № 1, № 2 — Дослідні зразки № 1 і № 2, найбільш близькі до вигляду Т-90, як силова установка використовувався В-84МС потужністю 840 к.с. та КД-34 (В-85) потужністю 1000 к.с. на зразку № 2.
- Об'єкт 187, зразок № 3 — Використовувався для відпрацювання різних вузлів машини, через що не був повністю укомплектований, на зразок № 3 згодом було встановлено ВМД-1500Г, на відміну від № 1 та № 2, мав нову зварену вежу. Мав спрямлену лобову деталь із динамічним захистом «Контакт-5».
- Об'єкт 187, зразок № 4 — машина в цілому схожа із зразком № 3, але як силова установка встановлений новий X-подібний челябінський двигун А-85-2 потужністю 1200 к.с., а також нова лобова деталь.
- Об'єкт 187, зразок № 5 та № 6 — найбільш досконалі моделі дослідної серії, X-подібний челябінський двигун А-85-2 потужністю 1200 к.с.

## В ігровій індустрії
У MMO-грі Armored Warfare танк є у вигляді преміумної машини 7-го рівня.